# Grama sintética

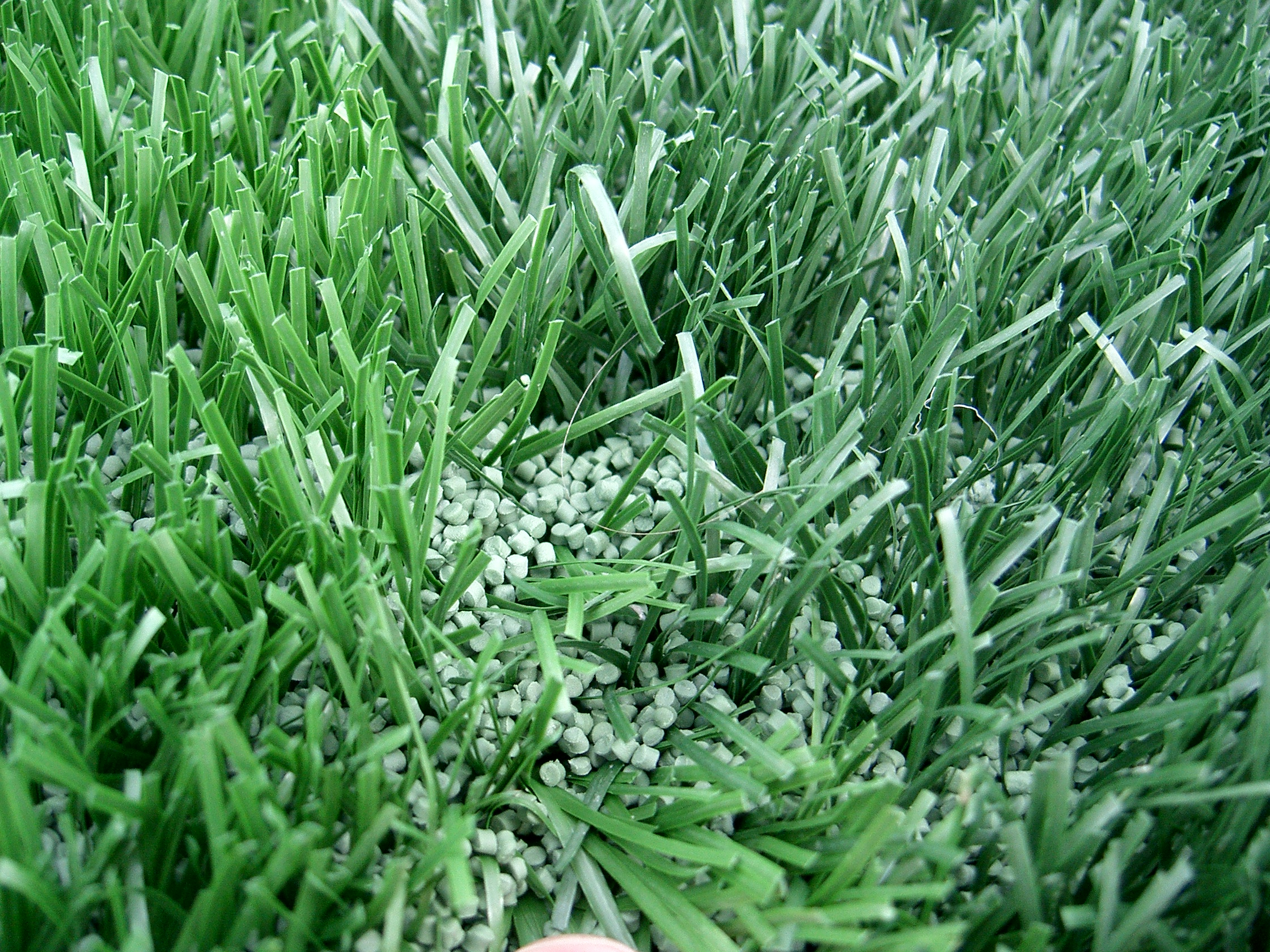
Grama sintética.

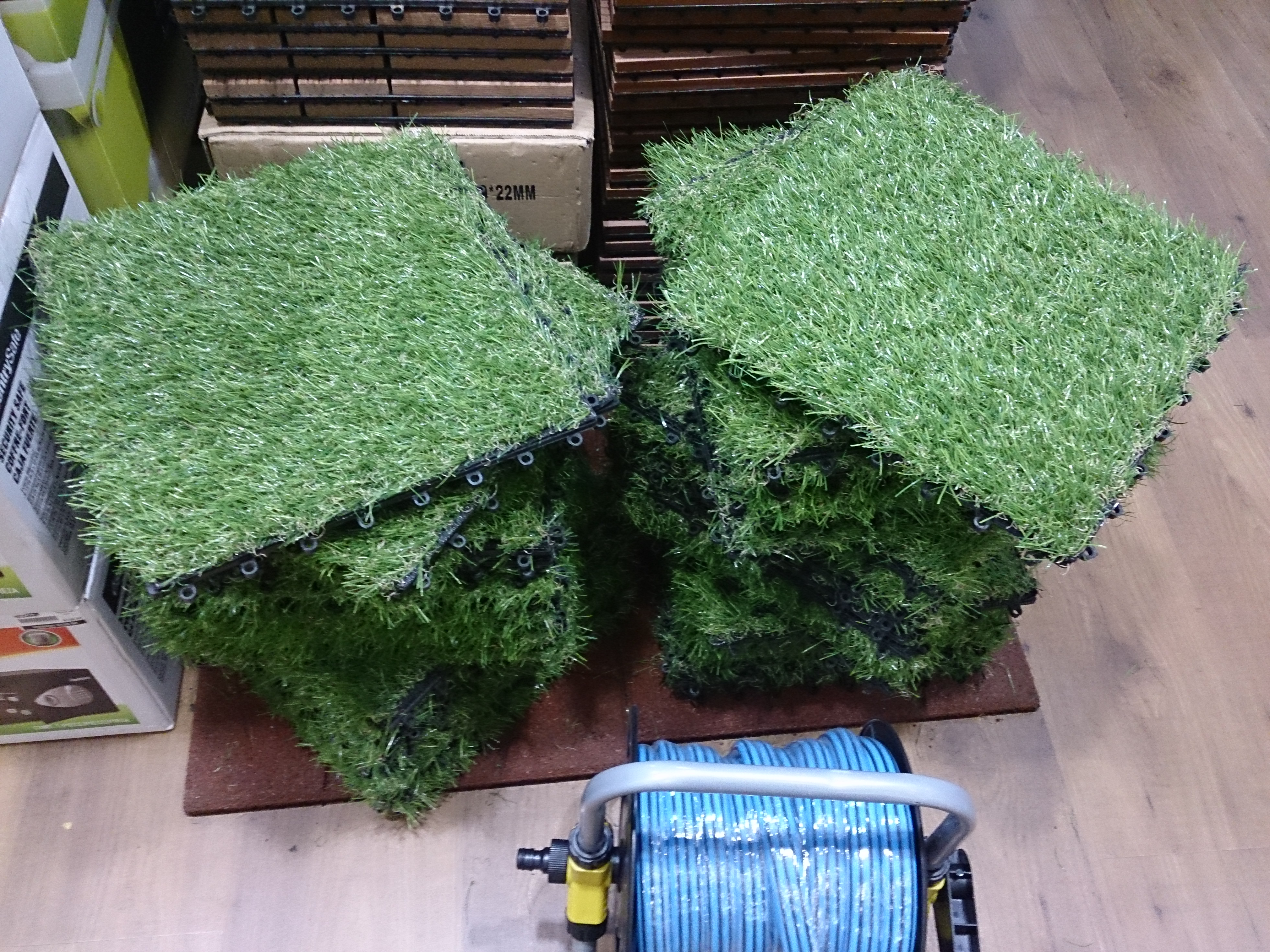
Blocos de grama sintética à venda.

A grama sintética (português brasileiro) ou relva sintética (português europeu) é uma superfície de fibra sintética imitando grama, geralmente utilizada como alternativa a gramados naturais em esportes disputados nessa superfície. 
A grama artificial é fabricada desde o início dos anos 60, e é produzida usando processos de fabricação semelhantes aos usados na indústria de tapetes. Desde então o produto foi aprimorado através de novos projetos e melhores materiais. 
Os mais novos produtos de grama sintética são tratados quimicamente para serem resistentes aos raios ultravioletas, mais resistentes ao desgaste, menos abrasivos e, em algumas aplicações, mais semelhantes à grama natural.
A qualidade das matérias-primas é crucial para o desempenho em gramados esportivos, as gramas sintéticas de alta qualidade utilizam uma fibra composta de 100% polietileno virgem, que é mais resistente e suave. As fibras que compõem as lâminas de “grama” podem ser fabricadas de maneiras diferentes. O produto extraído resulta em lâminas que parecem e agem mais como grama natural. Referência:mundograma.com
O primeiro gramado sintético foi instalado em 1965, no Estádio Astrodome, em Houston, Texas. O pioneirismo da AstroTurf tornou-a uma marca genérica para toda grama artificial à medida que o produto se popularizou durante a década de 70, principalmente nos Estados Unidos e no Canadá sendo usado em campos de futebol americano e beisebol para compensar problemas climáticos que preveniam o uso de grama natural.
Atualmente, o Brasil destaca-se nesse cenário por possui empresas que atuam na instalação desses tapetes sintéticos. A grama sintética é um material têxtil, podendo variar a  sua matéria prima e diversas especificações.

## Polêmicas
A polêmica sobre o uso do gramado sintético no futebol brasileiro reflete um debate que vai além de simples questões de manutenção e custo. Em fevereiro de 2025, jogadores como Neymar, Memphis Depay, Gabigol e outros, iniciaram uma campanha nas redes sociais contra o uso do gramado.  Em resposta, Palmeiras e Botafogo, times da série A do campeonato brasileiro que fazem uso do gramado sintético, rebateram as reclamações em comunicados oficiais.